# Дарвін (Каліфорнія)
Дарвін (англ. Darwin) — переписна місцевість (CDP) в США, в окрузі Іньйо штату Каліфорнія. Населення — 43 особи (2010).

## Географія
Дарвін розташований за координатами 36°16′8″ пн. ш. 117°35′20″ зх. д. / 36.26889° пн. ш. 117.58889° зх. д. (36.268803, -117.589004).  За даними Бюро перепису населення США в 2010 році переписна місцевість мала площу 3,48 км², уся площа — суходіл.

## Демографія
Згідно з переписом 2010 року, у переписній місцевості мешкали 43 особи в 28 домогосподарствах у складі 12 родин. Густота населення становила 12 особи/км².  Було 46 помешкань (13/км²).
Расовий склад населення:
| - 88,4 % — білих - 4,7 % — корінних американців - 2,3 % — вихідців з тихоокеанських островів - 2,3 % — азіатів |

До двох чи більше рас належало 2,3 %. Частка іспаномовних становила 4,7 % від усіх жителів.
За віковим діапазоном населення розподілялося таким чином: 0,0 % — особи молодші 18 років, 51,2 % — особи у віці 18—64 років, 48,8 % — особи у віці 65 років та старші. Медіана віку мешканця становила 63,5 року. На 100 осіб жіночої статі у переписній місцевості припадало 168,8 чоловіків;  на 100 жінок у віці від 18 років та старших — 168,8 чоловіків також старших 18 років.
Цивільне працевлаштоване населення становило 5 осіб. Основні галузі зайнятості: транспорт — 100,0 %.